# Halowe Mistrzostwa Europy w Lekkoatletyce 2017 – pięciobój kobiet
Pięciobój kobiet – jedna z konkurencji rozegranych podczas halowych lekkoatletycznych mistrzostw Europy w hali Kombank Arena w Belgradzie. Tytułu mistrza sprzed dwóch lat nie broniła Brytyjka Katarina Johnson-Thompson.

## Rezultaty

### Klasyfikacja końcowa
Źródło: 
| Pozycja | Zawodniczka              | Reprezentacja | Punkty | Uwagi |
| ------- | ------------------------ | ------------- | ------ | ----- |
| 01 !    | Nafissatou Thiam         | Belgia        | 4870   | WL    |
| 02 !    | Ivona Dadic              | Austria       | 4767   | NR    |
| 03 !    | Györgyi Zsivoczky-Farkas | Węgry         | 4723   | PB    |
| 4.      | Xénia Krizsán            | Węgry         | 4631   | PB    |
| 5.      | Nadine Broersen          | Holandia      | 4582   |       |
| 6.      | Verena Preiner           | Austria       | 4478   |       |
| 7.      | Lecabela Quaresma        | Portugalia    | 4444   |       |
| 8.      | Jana Maksimawa           | Białoruś      | 4438   |       |
| 9.      | Lucia Slaničková         | Słowacja      | 4409   | NR    |
| 10.     | Bianca Salming           | Szwecja       | 4389   | PB    |
| 11.     | Alina Szuch              | Ukraina       | 4377   |       |
| 12.     | Laura Arteil             | Francja       | 4301   | PB    |
| 13.     | Caroline Agnou           | Szwajcaria    | 4169   |       |
| 14.     | Esther Turpin            | Francja       | 4143   |       |
| 15.     | Hanna Haradska           | Białoruś      | 3191   |       |